# Nara
Nara (奈良市?, Nara-shi) è una città del Giappone, di circa 360 000 abitanti, situata nell'isola di Honshū. È il capoluogo della prefettura di Nara e la maggiore città in questa prefettura.
Capitale del Giappone dal 710 al 794, ora è un luogo di alto interesse artistico e turistico. Dichiarata patrimonio dell'umanità dall'UNESCO nel 1998, è caratteristica la presenza di cervi sika che girano liberamente per i parchi, avvicinandosi anche ai visitatori e lasciandosi nutrire da essi. Questo animale è diventato nel tempo uno dei simboli della città, tanto da venir raffigurato in varie aree, come i tombini delle strade.

## Storia
(Ono no Oyu, Manyōshū, III 328)
Nel 708 l'imperatrice Genmei ordinò la creazione di una nuova capitale. La nuova città, terminata nel 710, fu chiamata Heijō-kyō (平城京?), e la capitale venne spostata qui da Fujiwara-kyō. Nara rimase la capitale del Giappone durante gli anni 710-794, un periodo della storia giapponese conosciuto infatti come il periodo Nara. Gli imperatori che regnarono a Nara professavano il Buddhismo ed edificarono molti templi dedicati a questo culto. Tra essi, sei grandi templi si chiamano Nara Rokudai-ji (I sei grandi templi di Nara). 
Il tempio Tōdai-ji (cioè letteralmente Grande tempio dell'est), il più grande dei sei, fu edificato dall'imperatore Shōmu nel 752 ed è uno dei monumenti più importanti della città, oltre ad essere l'edificio in legno più grande al mondo. Al suo interno vi sono gigantesche statue che rappresentano il Buddha e i guardiani del tempio. La statua del Buddha Daibutsu (大仏?, lett. "Grande Buddha"), realizzata in bronzo e oro e risalente alla metà dell'VIII secolo, misura 16 metri d'altezza e pesa oltre 500 tonnellate.
Importante centro turistico e di commercio, l'8 luglio 2022 Nara è stata luogo dell'omicidio dell'ex Primo Ministro giapponese Shinzō Abe che stava tenendo un discorso.

## Geografia fisica

### Territorio
La città di Nara si trova all'estremità settentrionale della Prefettura di Nara, affacciandosi direttamente alla Prefettura di Kyoto. La città è lunga 22,22 km da nord a sud, e 33,51 km da est a ovest. L'area totale è di 276,84 km².
Il punto più alto della città è il Kaigahira-yama, una collina a 882 metri di altitudine.

### Clima
| Nara, 2004          | Gen  | Feb  | Mar  | Apr  | Mag   | Giu   | Lug  | Ago   | Set   | Ott   | Nov   | Dic  | Anno |
| ------------------- | ---- | ---- | ---- | ---- | ----- | ----- | ---- | ----- | ----- | ----- | ----- | ---- | ---- |
| Temperatura °C      | 3,7  | 5,6  | 8,0  | 14,5 | 19,2  | 23,0  | 27,6 | 26,4  | 24,1  | 16,8  | 12,4  | 7,3  | -    |
| Precipitazioni (mm) | 26,0 | 52,5 | 82,0 | 78,0 | 285,0 | 107,5 | 39,5 | 199,0 | 224,5 | 232,0 | 114,0 | 70,5 | -    |

## Monumenti e luoghi d'interesse
- Templi buddhisti
  - Tōdai-ji
  - Saidai-ji
  - Kōfuku-ji
  - Tempio Gangō-ji
  - Yakushi-ji
  - Tōshōdai-ji
- Santuari shintoisti
  - Santuario Kasuga
- Palazzo imperiale
  - Palazzo Heijō
- Altro
  - Museo nazionale di Nara
  - Parco di Nara
  - Giardino Isuien
  - Monte Wakakusa
  - Yagyū
  - Nara Hotel
  - Sarusawa
  - Naramachi

## Amministrazione

### Gemellaggi
Nara è gemellata con:
- Gyeongju, dal 1970
- Toledo, dal 1972
- Xi'an, dal 1974
- Versailles, dal 1986
- Canberra, dal 1993
- San Paolo, dal 1998

## Galleria d'immagini

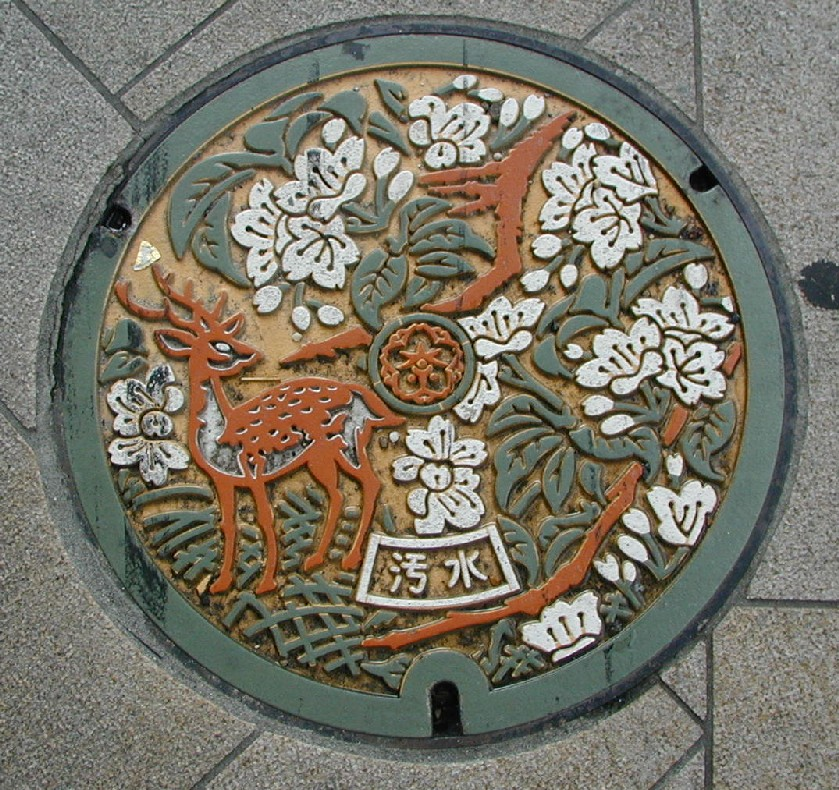
Tombino con cervi sika
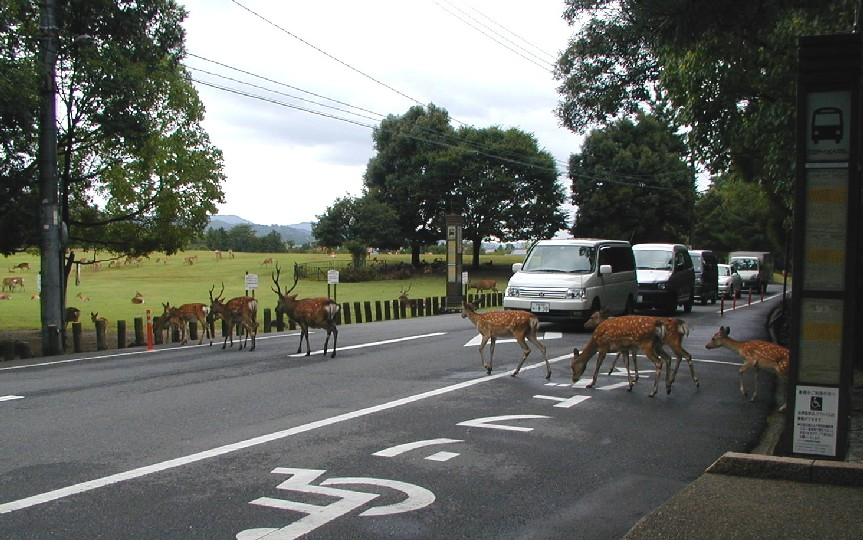
Nara, parco
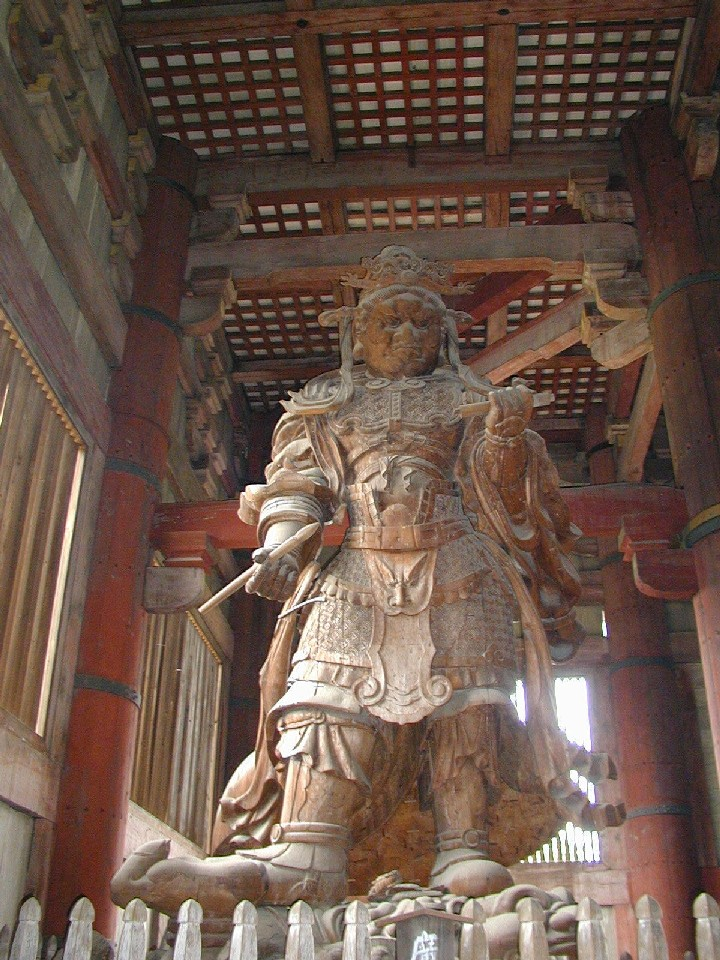
Todai-ji Guardiano
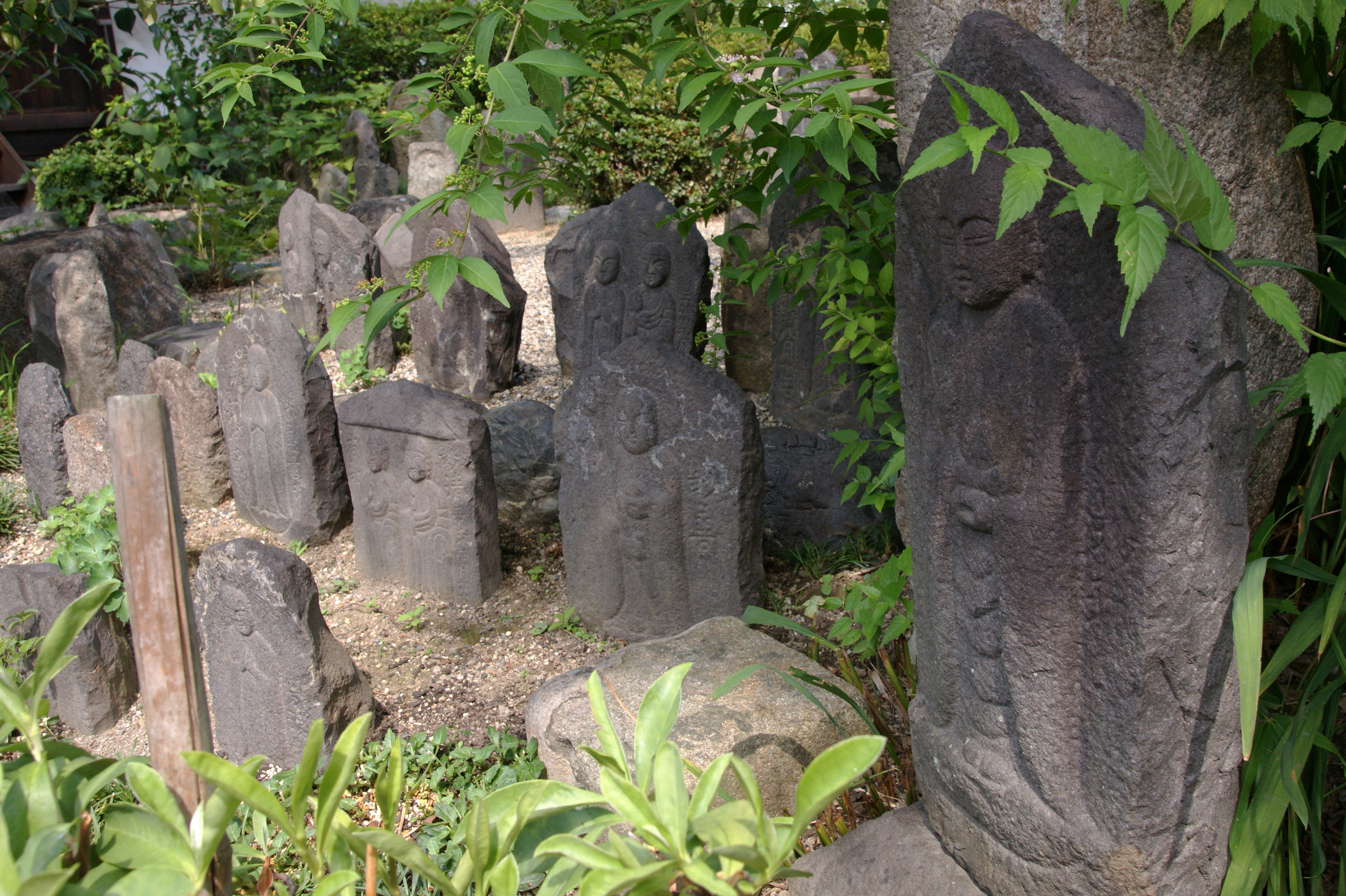
Fukuchiin
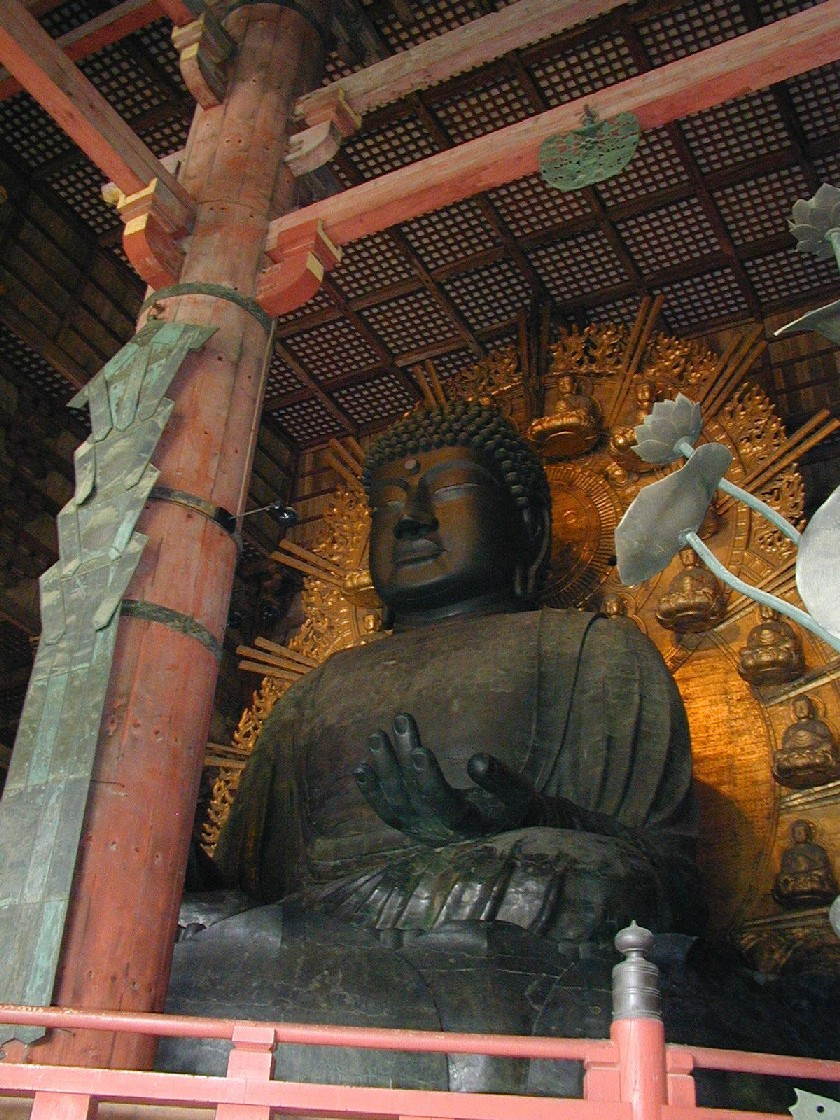
Todai-ji Buddha
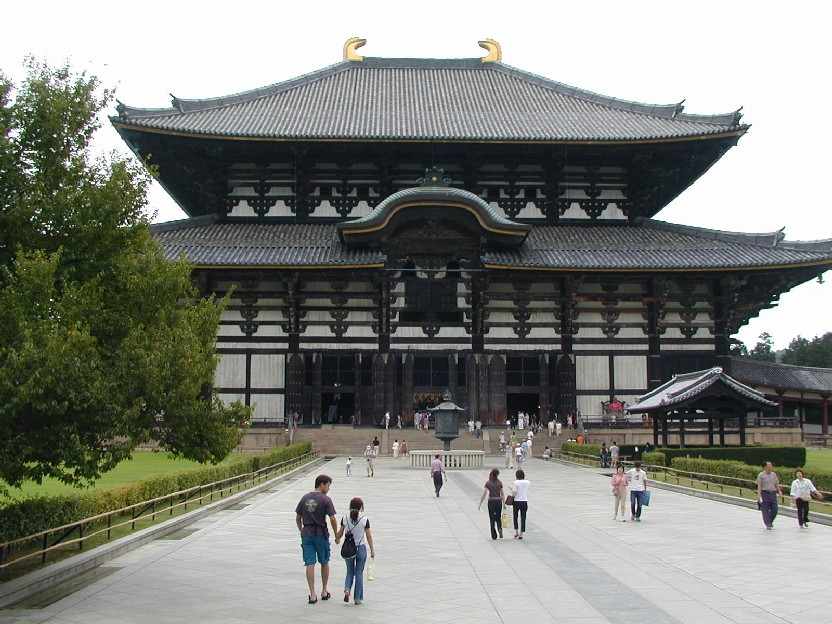
Tempio Todai-ji
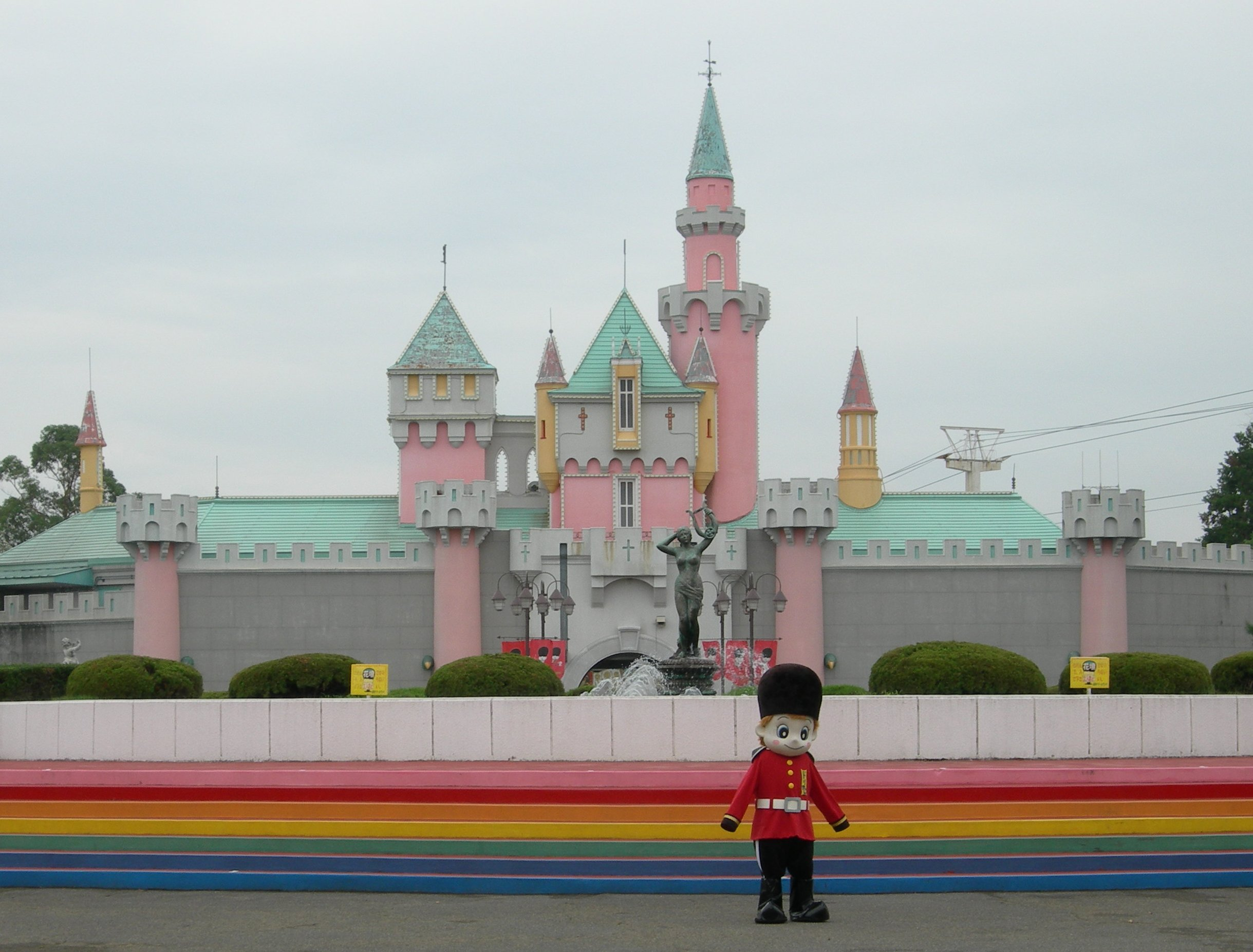
Il paese dei sogni di Nara